# Amphipyra sergii
Amphipyra sergii là một loài bướm đêm trong họ Noctuidae.